# William Schley
Pour les articles homonymes, voir Schley.
William Schley  (10 décembre 1786 à Frederick au Maryland - 20 novembre 1858 à Augusta en Géorgie) est un juriste et homme politique américain qui fut représentant de la Géorgie au Congrès des États-Unis, puis gouverneur de Géorgie.

## Biographie

### Jeunesse et études
Né le 10 décembre 1786 à Frederick dans le Maryland, il est le fils de John Jacob Schley et d'Anna Maria Shelman. Ses parents s'installent dans le comté de Jefferson en Géorgie alors qu'il est encore enfant. Il étudie à Louisville et Augusta, puis est admis au barreau, en 1812, et pratique le droit à Augusta.

### Carrière professionnelle et politique
Schley est élu juge à la cour supérieur du Middle District en 1825, puis représentant au législatif de l'État en 1830. Il est ensuite élu pour deux mandats consécutifs à la Chambre des représentants des États-Unis où il siège de 1833 à 1835. Année où il est nommé gouverneur de Géorgie et démissionne de son mandat de Représentant.
Lors de son mandat de gouverneur, il est confronté à une insurrection des Creeks que l'on nommera la Guerre Creek de 1836. Schley lève une milice d'État qui travaillera en collaboration avec les troupes fédérales conduites par le général Winfield Scott. Les Indiens seront vaincus au bout d'une année et déportés vers le territoire indien situé à l'ouest du Mississippi.
Schley perd, de justesse, contre George Gilmer, lors de l'élection au poste de gouverneur en 1837. Il poursuit l'exploitation de la fabrique de textiles en coton qu'il avait fondée dans les années 1830 avec ses frères et son beau-frère.

## Vie privée
Schley se marie trois fois, il aura trois enfants avec sa première femme Charlotte Kirkley. En 1822, il épouse Elizabeth Sarah Hargrove qui meurt en 1845, sans enfants. L'année suivante, il épouse Sophia Kerr. Il meurt chez lui, le 20 novembre 1858, et repose dans le cimetière familial.

## Sources
- « Schley, William » dans Kenneth Coleman et Charles Stephen Gurr, Dictionary of Georgia biography, Athens : University of Georgia Press, 1983.  (ISBN 9780820306629)
- James F Cook, The governors of Georgia, 1754-1995, Macon, Ga. : Mercer University Press, 1995.  (ISBN 9780865544802)